# Ahmed al Haddad
Al-Habib Ahmad bin Abd Al-Aziz al-Haddad, kurz: Ahmed al Haddad (arabisch أحمد الحداد) ist ein arabischer Scheich und Großmufti von Dubai, Vereinigte Arabische Emirate. Er ist der Direktor der Dubai Fatwa Verwaltung im Department of Islamic Affairs and Charitable Activities. Al-Haddad ist Unterzeichner der Botschaft aus Amman (Amman Message), welche die Gemeinsamkeiten zwischen allen muslimischen Glaubensrichtungen bestätigt und Anschuldigungen der Apostasie  verurteilt. Er erwarb seinen Ph.D. in Islamischer Scharia an der Umm-al-Qura-Universität in Mekka. Im Oktober 2007 war er einer der 138 muslimischen Unterzeichner des an christliche Würdenträger adressierten offenen Briefes Ein gemeinsames Wort zwischen Uns und Euch, eines Appells für den Frieden und die Zusammenarbeit zwischen den beiden Weltreligionen.